# (471) Papagena
(471) Papagena es un asteroide perteneciente al cinturón de asteroides descubierto el 7 de junio de 1901 por Maximilian Franz Wolf desde el observatorio de Heidelberg-Königstuhl, Alemania.
Está nombrado por Papagena, un personaje de la ópera La flauta mágica del compositor austriaco Wolfgang Amadeus Mozart.